# 黑紗

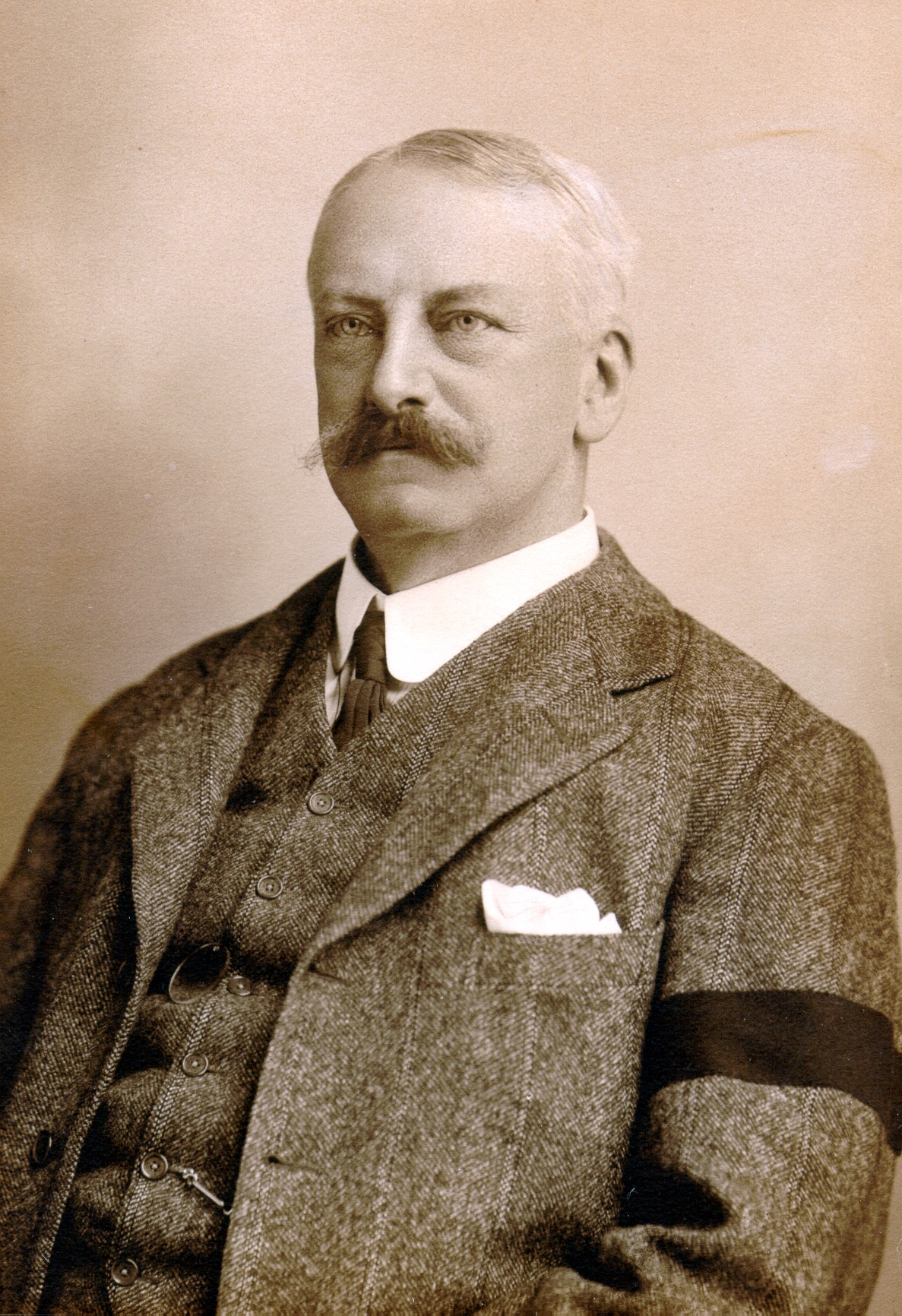

黑纱，可泛指所有黑色的轻质布帛，但常作为悼念死者的标志。
形式上以黑色筒状袖章为多，套在上臂衣服外面。佩带者通常为死者家属。特殊情况下，其他人亦有佩戴。其材质并不仅限于纱，可用黑色布、绸、缎等各种衣料制作，但一律习惯称“黑纱”。现代社会很多场合已难以在整個喪期都穿著喪服，特别是城市地区，人们守喪时常以“白花黑纱”代之。有些地区根据风俗，佩戴黑纱讲究一定的天数。亦有黑纱上绣字的习俗，一般以黑线绣“孝”“奠”等字。其中“孝”通常由晚辈佩戴。
作为悼念的标志，黑色袖章在现代为世界许多国家所广泛采用，用来代替传统的丧服，但当代也出现各种变异，在不同国家使用率和佩戴习惯各有不同。